# Gabriele-Maria Roschini
Gabriele-Maria Roschini właściwe  Alessandro Roschini O. S. M. (ur. 19 grudnia 1900 w Castel Sant'Elia (Viterbo), zm. 12 września 1977 w Rzymie) – włoski kapłan rzymskokatolicki, profesor mariologii, autor ponad 900 tytułów z tej dziedziny. W czasie pontyfikatu papieża Piusa XII ściśle współpracował ze Stolicą Apostolską przy publikacji oficjalnych tekstów na temat Marii, matki Jezusa.
Ze względu na swą encyklopedyczność Roschini jest uważany za jednego z najlepszych mariologów XX wieku. Jego czterotomowa Mariologia, uchodzi za najbardziej wyczerpujące współczesne przedstawienie nauczania Kościoła.

## Życie i działalność
Wstępując do zgromadzenia  Serwitów, przybrał imię Gabriele-Maria. Wyświęcony w 1924 r. Odbył studia doktorskie z filozofii oraz magisterskie z teologii.
Był założycielem czasopisma Marianum (1939 r.), którym kierował przez trzydzieści lat. W 1950 r., za pontyfikatu Papieża Piusa XII zapoczątkował  Fakultet Teologiczny Marianum, który później stał się instytutem pontyfikalnym. Był jego pierwszym rektorem. Odnowił Bibliotekę Maryjną, przeniesioną w 1946 r. do  Kolegium Św. Alexis Falconieri. Wykładał także na Uniwersytecie Laterańskim, był konsultorem  Kongregacji Nauczania Wiary oraz Kongregacji ds. kanonizacji.

## Wybrane publikacje
- Il Capolavoro di Dio, Mariologia w 4 tomach, Rzym 1933.

- Compendium Mariologiae, Rzym, 1946

- La Mariologia di Sant'Antonio da Padova, Marianum, Rzym, 1946

- La Madonna secondo la fede e la Teologia, Rzym, 1950

- La Mariologia di San Tommaso, Rzym, 1950

- Mariologia, Rzym, 1952

- La Madonna secondo la fede e la teologia  4 tomy, Rzym  1953-1954

- Il dottore Mariano, Studio sulla dottrina di San Bernardo di Chiaravalle, Rzym 1953

- The Virgin Mary in the Writings of Maria Valtorta, Kolbe's Publications ISBN 2-920285-08-4

- Dizionario di Mariologia, Rzym, 1957

- Il misteri di Maria considerato alla luce del mistero di Cristo  e della Chiesa, Rzym 1973